# 福尔图纳
福尔图纳，是西班牙穆尔西亚自治区的一个市镇。总面积149平方公里，总人口7149人（2001年），人口密度48人/平方公里。